# Anne Marie Schonk
Anne Marie Schonk, née le 27 novembre 1995, est une rameuse néerlandaise.

## Palmarès

### Championnats du monde
| Discipline           | Aiguebelette 2015 France |
| -------------------- | ------------------------ |
| Quatre de couple, pl | Bronze                   |